# Cabera ustulataria
Cabera ustulataria är en fjärilsart som beskrevs av Hugo Theodor Christoph 1880. Cabera ustulataria ingår i släktet Cabera och familjen mätare. Inga underarter finns listade i Catalogue of Life.